# ایوان آلونسو
ایوان آلونسو (انگلیسی: Iván Alonso؛ زادهٔ ۱۰ آوریل ۱۹۷۹) بازیکن فوتبال اهل اروگوئه است.
از باشگاه‌هایی که در آن بازی کرده‌است می‌توان به دپورتیوو آلاوز، باشگاه فوتبال ناسیونال اروگوئه، رئال مورسیا، اسپانیول، ریور پلاته و تیم ملی فوتبال اروگوئه اشاره کرد.